# 今井和雄
今井 和雄（、1928年〈昭和3年〉4月10日 - 2016年〈平成28年〉3月13日）は、日本の元俳優である。本名同じ。旧芸名は今井 和夫、今井 和男。東京出身。

## 人物
戦後、市川小太夫一座に所属し、地方巡業の舞台俳優として芸能活動を開始。その後、常設劇団を経て新東宝に入社。
1952年（昭和27年）、東宝に準契約として入社し、のちに演技協社と契約して専属となる。書籍『ゴジラ大百科 [メカゴジラ編]』では、「淡彩な役どころに持ち味を発揮」と評している。
東宝の俳優専属システム崩壊後は、加藤茂雄や門脇三郎らと新星プログループに所属していたが、後に芸能界を引退。
2016年（平成28年）3月13日、死去。満87歳没。

## 出演作品

### 映画
- 銀座カンカン娘（1949年）[3]
- 生きる（1952年） - 予防課受付職員[9]
- 七人の侍（1954年） - 百姓
- ゴジラシリーズ
  - ゴジラ（1954年） - 隅田川縁の避難民[7][5]（野次馬[6]）[注釈 3][注釈 4]
  - ゴジラの逆襲（1955年） - 海洋漁業KK社員[5]
  - キングコング対ゴジラ（1962年） - パシフィック製薬社員[5]
  - モスラ対ゴジラ（1964年） - 毎朝新聞社員[5]・原住民[5]・記者[5]
  - 三大怪獣 地球最大の決戦（1964年） - 調査隊隊員4[11][1][2][6][5]
  - ゴジラ・エビラ・モスラ 南海の大決闘（1966年） - インファント島の原住民[5]
  - 怪獣総進撃（1968年） - 怪獣ランド技師[6]、国連科学委員会技師[5]・避難民[5]・防衛隊員[5]・月基地の技師[5]
  - ゴジラ・ミニラ・ガバラ オール怪獣大進撃（1969年） - カメラマン[5]
  - ゴジラ対ヘドラ（1971年） - 雀荘の客[2][6][5]
  - メカゴジラの逆襲（1975年） - あかつき乗組員[12][5]
- 白夫人の妖恋（1956年） - 許仙の店の客・宋の民[要出典]
- 空の大怪獣 ラドン（1956年） - 炭鉱職員[要出典]
- 地球防衛軍（1957年） - カメラマン[要出典]
- 変身人間シリーズ
  - 美女と液体人間（1958年） - 「ホムラ」の客・記者[要出典]
  - 電送人間（1960年） - キャバレーのボーイ・甲府署の警官[要出典]
  - ガス人間第一号（1960年） - 記者[13][注釈 3]
- 大怪獣バラン（1958年） - 記者[要出典]
- 裸の大将（1958年） - 闇市の男・真岡町の男 [2役]
- 日本誕生（1959年） - 相模国の民[要出典]
- 暗黒街の弾痕（1961年） - 小松モーター研究所の工員
- 顔役暁に死す（1961年） - 倉岡署の警官
- モスラ（1961年） - 日本隊員E[11][2]
- 妖星ゴラス（1962年） - 鳳号通信員[11][1][6][注釈 5]
- 太平洋の翼（1963年） - エチアゲ航空基地の所員[要出典]
- 海底軍艦（1963年） - 防衛庁幹部・ムウ帝国人[要出典]
- 君も出世ができる（1964年） - 東和観光社員・サラリーマン [2役]
- フランケンシュタイン対地底怪獣（1965年） - 村の消防団員・記者[要出典]
- けものみち（1965年） - 会見場の記者
- クレージー映画
  - 大冒険（1965年） - 週刊トップ記者[要出典]
  - クレージーの大爆発（1969年） - 検問中の警官
- 100発100中（1965年） - ブルースワンプの客
  - 100発100中 黄金の眼（1968年） - ベイルートの男
- 奇巌城の冒険（1966年） - 敦煌の民
- お嫁においで（1966年） - レストランのボーイ
- 乱れる（1967年）
- キングコングの逆襲（1967年） - ドクタ・フーの手下[要出典]
- 東宝8.15シリーズ
  - 日本のいちばん長い日（1967年） - NHK技師
  - 日本海大海戦（1969年） - 演説の聴衆・常陸丸の操舵士・砲術兵[要出典]
  - 激動の昭和史 軍閥（1970年） - 毎日新聞社の記者
  - 激動の昭和史 沖縄決戦（1971年） - 自決する県民・県庁幹部・土木作業をする県民[要出典]
- 幽霊屋敷の恐怖 血を吸う人形（1970年） - 大河原町役場の職員[要出典]
- ゲゾラ・ガニメ・カメーバ 決戦!南海の大怪獣（1970年） - セルジオ島島民
- 狼の紋章（1973年） - 博徳学園高校の教師[14]
- 日本侠花伝（1973年）
- 日本沈没（1973年） - 総理府係官[15]
- 華麗なる一族（1974年） - 阪神特殊鋼管財人の一人
- ノストラダムスの大予言（1974年） - 環境庁職員[要出典]
- 蔵王絶唱（1974年）
- エスパイ（1974年） - カメラマン[16]
- 金環蝕（1975年） - 決算委員
- 大地の子守歌（1976年） - 医者
- 続・人間革命（1976年） - 預金者

### テレビドラマ
- ウルトラシリーズ（TBS）
  - ウルトラQ（1966年）
    - 第5話「ペギラが来た!」 - 南極観測隊隊員[2][6]
    - 第6話「育てよ! カメ」 - 小学校教師

  - ウルトラマン 第9話「電光石火作戦」（1966年） - 高原少年団団長[6]
  - ウルトラセブン 第21話「海底基地を追え」（1968年） - 伊豆の漁師
  - ウルトラマンタロウ（1973年）[注釈 3]
    - 第1話「ウルトラの母は太陽のように」 - 航海士[9][7][注釈 6]
    - 第17話「2大怪獣 タロウに迫る!」 - 火山研究所所員
    - 第39話「ウルトラ父子餅つき大作戦!」 - 子供たちを追い払う男

  - ウルトラマンレオ
    - 第2話「大沈没! 日本列島最後の日」（1974年） - 医師[注釈 3]
    - 第43話「恐怖の円盤生物シリーズ! 挑戦! 吸血円盤の恐怖」（1975年） - 酔っ払いのサラリーマン
    - 第45話「恐怖の円盤生物シリーズ! まぼろしの少女」（1975年） - 科学者[注釈 3]
- 兄貴の恋人 第7話（1970年、CX）
- 太陽にほえろ!（NTV）
  - 第17話「俺たちはプロだ」（1972年） - 常東銀行警備員
  - 第24話「ジュンのお手柄」（1972年） - 記者[注釈 3]
  - 第32話「ボスを殺しに来た女」（1973年） - 中央病院医師
  - 第41話「ある日、女が燃えた」（1973年） - 会議場前の男
  - 第54話「汚れなき刑事魂」（1973年） - 木下哲也
  - 第63話「大都会の追跡」（1973年） - 高橋写真館店主
  - 第65話「マカロニを殺したやつ」（1973年） - 鑑識員[注釈 3]
  - 第72話「海を撃て!! ジーパン」（1973年）
  - 第98話「手錠」（1974年） - 目撃者
  - 第104話「葬送曲」（1974年）
  - 第112話「テキサス刑事登場」（1974年） - 鑑識課員[注釈 3]
  - 第119話「厳しさの蔭に」（1974年）- 鑑識員
  - 第126話「跳弾」（1974年） - 鑑識の声[注釈 3]
  - 第132話「走れ! ナポレオン」（1975年） - 郵便配達員
  - 第149話「七曲藤堂一家」（1975年） - 鑑識員
  - 第173話「一発で射殺せよ!」（1975年） - 巡査
- 快傑ライオン丸 第28話「悪の剣士タイガージョー」（1972年、CX） - 樵
- 緊急指令10-4・10-10 第22話「少女と花と天国」（1972年、NET） - 洋子の父
- 愛の戦士レインボーマン（NET）
  - 第11話「罠をかけろ!」（1972年） - 医師
  - 第33話「ダッカー飛行隊出撃せよ!」（1973年） - 船長
- マドモアゼル通り 第2話「チマチマ危機一発!」（1972年、YTV）
- ファイヤーマン（1973年）[注釈 3]
  - 第8話「恐怖のミクロ怪獣」 - みどり台団地の住人
  - 第29話「射つな! 怪獣だって友達だ」 - 工場関係者
- ジャンボーグA（1973年、MBS）[注釈 3]
  - 第14話「恐怖! 夜空に舞う地獄花」 - 酔っ払いのサラリーマン
  - 第18話「恐怖! アントロンの罠」 - 村人（アントロンの一部）
- 荒野の素浪人 第1シリーズ 第53話「群狼 黄金の砦」（1973年、NET）
- 剣客商売 第10話「嘘とまことの間」（1973年、CX）
- 流星人間ゾーン 第16話「恐怖の襲撃! ガロガロボット」（1973年、NTV） - 寺村教授
- 水滸伝（1973年、NTV）
  - 第1話「大宋国の流星」 - 町人
  - 第12話「二竜山の対決」 - 医師
- ダイヤモンド・アイ 第4話「挫けるなライコウ」（1973年、NET） - 竹内アナウンサー
- 鉄人タイガーセブン 第16話「ムー帝国への挑戦」（1974年、CX） - 加藤博士
- スーパーロボット レッドバロン 第30話「レッドバロンをあやつる少年」（1974年、NTV） - 医師
- 風の中のあいつ 第18話「無用!! 渡世に女の情け」（1974年、TBS）
- 雑居時代 第26話「あなたも変わる?」（1974年、NTV） - 牧師
- 伝七捕物帳 （NTV）
  - 第19話「情が結ぶ三味の糸」（1974年）
  - 第28話「天狗がさらった娘たち」（1974年）
  - 第38話「怪談・濡れた妖刀」（1974年）
  - 第48話「恋の十手になみだ雨」（1974年）
  - 第60話「呪われた相続人」（1975年）
  - 第66話「江戸の花、めおと仇討」（1975年）
  - 第81話「罠を斬った包丁」（1975年）
  - 第83話「母と名乗れぬ忍ぶ草」 （1975年） - 番頭
  - 第97話「逆転歓喜の盃」（1976年）
  - 第110話「父と呼ばれて十五年」（1976年） - 名主
  - 第127話「悲涙の密告」（1976年）
  - 第128話「むすめ十手はなぜ重い」（1976年） - 角兵衛
  - 第138話「義母の心　娘知らず」（1977年） - 番頭
  - 第143話「冥土からきた男」（1977年）
- 電人ザボーガー （CX）
  - 第1話「たたかえ! 電人ザボーガー」（1974年）・第40話「甦えった魔神三ツ首!!」（1975年） - 医師[6][注釈 7]
  - 第13話「秘密刑事 死の一騎討ち」（1974年） - 藤木博士
- われら青春! 第8話「グッド・ファーザー!!」（1974年、NTV）
- 大江戸捜査網 第3シリーズ（12ch）
  - 第46話「おんな牢秘話」（1974年）
  - 第92話「殺しの招待状」（1975年）
  - 第114話「富士に響く銃声!」（1975年）
  - 第120話「殺しの夜明け」（1976年）
  - 第136話「涙の操り人形」（1976年）
  - 第137話「誇り高き父子鷹」（1976年）
  - 第147話「用心棒の逆襲」（1976年）
  - 第151話「三味の音は殺しの調べ」（1976年）
- 幡随院長兵衛お待ちなせえ（1974年、NET）
  - 第1話「長兵衛誕生」
  - 第4話「大江戸暴れ馬」
  - 第11話「乙女は体を張った」
  - 第17話「大江戸無責任男」
  - 第26話（最終回）「男伊達一代」
- 高校教師 第14話「バレー部員乱闘事件」（1974年、12ch）
- 若い!先生 第25話（最終回）「新しい明日へ!」（1974年、TBS） - 警官
- おんな浮世絵・紅之介参る!（NTV）
  - 第13話「夕映え子守唄」（1974年）
  - 第14話「殺し屋お蝶」（1975年）
- 純愛山河 愛と誠（1974年） - 教頭[3][注釈 8]
- 日本沈没 第25話「噫々 東京が沈む」（1975年、TBS） - 救急隊員
- 水もれ甲介 第13話「ガスもれ注意!」（1975年、NTV） - 医師
- 傷だらけの天使（1975年、NTV）
  - 第19話「街の灯に桜貝の夢を」
  - 第25話「虫けらどもに寂しい春を」
- 俺たちの勲章（1975年、NTV）
  - 第5話「人質」
  - 第12話「海を撃った日」
- 同心部屋御用帳 江戸の旋風 第10話「質ぐさ女房」（1975年、CX）
- 俺たちの旅（NTV）
  - 第7話「人はみなひとりでは生きてゆけないのです」（1975年）
  - 第15話「男には女の淋しさが胸にしみるのです」（1976年）
- 敬礼!さわやかさん 第17話「これが初恋?」（1976年、NET）
- 同心部屋御用帳 江戸の旋風II（1976年、CX）
  - 第12話「つらい対決」
  - 第23話「牢破り」
- 高校聖夫婦 第5話「破局」（1983年、TBS）